# Grand Prix Formule 1 van Qatar 2021
De Grand Prix Formule 1 van Qatar 2021 werd verreden op 21 november op het Losail International Circuit gelegen nabij Lusail. Het was de twintigste race van het seizoen.

## Vrije trainingen

### Uitslagen
- Enkel de top vijf wordt weergegeven.

| Vrije training 1 | Pos. | Nr. | Coureur         | Constructeur     | Tijd     |
| ---------------- | ---- | --- | --------------- | ---------------- | -------- |
| Vrije training 1 | 1    | 33  | Max Verstappen  | Red Bull-Honda   | 1:23.723 |
| Vrije training 1 | 2    | 10  | Pierre Gasly    | AlphaTauri-Honda | 1:24.160 |
| Vrije training 1 | 3    | 77  | Valtteri Bottas | Mercedes         | 1:24.194 |
| Vrije training 1 | 4    | 44  | Lewis Hamilton  | Mercedes         | 1:24.509 |
| Vrije training 1 | 5    | 22  | Yuki Tsunoda    | AlphaTauri-Honda | 1:24.648 |
| Vrije training 2 | Pos. | Nr. | Coureur         | Constructeur     | Tijd     |
| Vrije training 2 | 1    | 77  | Valtteri Bottas | Mercedes         | 1:23.148 |
| Vrije training 2 | 2    | 10  | Pierre Gasly    | AlphaTauri-Honda | 1:23.357 |
| Vrije training 2 | 3    | 33  | Max Verstappen  | Red Bull-Honda   | 1:23.498 |
| Vrije training 2 | 4    | 44  | Lewis Hamilton  | Mercedes         | 1:23.570 |
| Vrije training 2 | 5    | 4   | Lando Norris    | McLaren-Mercedes | 1:23.632 |
| Vrije training 3 | Pos. | Nr. | Coureur         | Constructeur     | Tijd     |
| Vrije training 3 | 1    | 77  | Valtteri Bottas | Mercedes         | 1:22.310 |
| Vrije training 3 | 2    | 44  | Lewis Hamilton  | Mercedes         | 1:22.388 |
| Vrije training 3 | 3    | 33  | Max Verstappen  | Red Bull-Honda   | 1:22.651 |
| Vrije training 3 | 4    | 10  | Pierre Gasly    | AlphaTauri-Honda | 1:22.835 |
| Vrije training 3 | 5    | 11  | Sergio Pérez    | Red Bull-Honda   | 1:22.846 |

## Kwalificatie
Lewis Hamilton behaalde de honderdtweede pole position in zijn carrière.
| Pos.                   | Nr. | Coureur            | Constructeur          | Kwalificatietijden | Kwalificatietijden | Kwalificatietijden | Grid |
| Pos.                   | Nr. | Coureur            | Constructeur          | Q1                 | Q2                 | Q3                 | Grid |
| ---------------------- | --- | ------------------ | --------------------- | ------------------ | ------------------ | ------------------ | ---- |
| 1                      | 44  | Lewis Hamilton     | Mercedes              | 1:21.901           | 1:21.682           | 1:20.827           | 1    |
| 2                      | 33  | Max Verstappen     | Red Bull-Honda        | 1:21.996           | 1:21.984           | 1:21.424           | 7 *1 |
| 3                      | 77  | Valtteri Bottas    | Mercedes              | 1:22.016           | 1:21.991           | 1:21.478           | 6 *2 |
| 4                      | 10  | Pierre Gasly       | AlphaTauri-Honda      | 1:22.535           | 1:21.728           | 1:21.640           | 2    |
| 5                      | 14  | Fernando Alonso    | Alpine-Renault        | 1:22.422           | 1:21.894           | 1:21.670           | 3    |
| 6                      | 4   | Lando Norris       | McLaren-Mercedes      | 1:22.839           | 1:22.216           | 1:21.731           | 4    |
| 7                      | 55  | Carlos Sainz jr.   | Ferrari               | 1:22.304           | 1:22.241           | 1:21.840           | 5    |
| 8                      | 22  | Yuki Tsunoda       | AlphaTauri-Honda      | 1:22.458           | 1:22.058           | 1:21.881           | 8    |
| 9                      | 31  | Esteban Ocon       | Alpine-Renault        | 1:22.565           | 1:22.012           | 1:22.028           | 9    |
| 10                     | 5   | Sebastian Vettel   | Aston Martin-Mercedes | 1:22.549           | 1:22.146           | 1:22.785           | 10   |
| 11                     | 11  | Sergio Pérez       | Red Bull-Honda        | 1:22.398           | 1:22.346           |                    | 11   |
| 12                     | 18  | Lance Stroll       | Aston Martin-Mercedes | 1:22.551           | 1:22.460           |                    | 12   |
| 13                     | 16  | Charles Leclerc    | Ferrari               | 1:22.742           | 1:22.463           |                    | 13   |
| 14                     | 3   | Daniel Ricciardo   | McLaren-Mercedes      | 1:22.688           | 1:22.597           |                    | 14   |
| 15                     | 63  | George Russell     | Williams-Mercedes     | 1:22.863           | 1:22.756           |                    | 15   |
| 16                     | 7   | Kimi Räikkönen     | Alfa Romeo-Ferrari    | 1:23.156           |                    |                    | 16   |
| 17                     | 6   | Nicholas Latifi    | Williams-Mercedes     | 1:23.213           |                    |                    | 17   |
| 18                     | 99  | Antonio Giovinazzi | Alfa Romeo-Ferrari    | 1:23.262           |                    |                    | 18   |
| 19                     | 47  | Mick Schumacher    | Haas-Ferrari          | 1:23.407           |                    |                    | 19   |
| 20                     | 9   | Nikita Mazepin     | Haas-Ferrari          | 1:25.859           |                    |                    | 20   |
| Q1 107% tijd: 1:27.634 |     |                    |                       |                    |                    |                    |      |

*1 Max Verstappen kreeg een gridstraf van vijf plaatsen voor het negeren van de dubbele gele vlag in de kwalificatie. Zijn tijd van 1:21.282 gereden tijdens Q3 werd daarom geschrapt.

*2 Valtteri Bottas kreeg een gridstraf van drie plaatsen voor het negeren van de gele vlag in de kwalificatie.

## Wedstrijd
Lewis Hamilton behaalde de honderdtweede Grand Prix-overwinning in zijn carrière.
| Pos.               | Nr. | Coureur            | Constructeur          | Rondes | Tijd / Oorzaak Uitval | Grid | Punten |
| ------------------ | --- | ------------------ | --------------------- | ------ | --------------------- | ---- | ------ |
| 1                  | 44  | Lewis Hamilton     | Mercedes              | 57     | 1:24:28.471           | 1    | 25     |
| 2                  | 33  | Max Verstappen     | Red Bull-Honda        | 57     | +25.743               | 7    | 19S    |
| 3                  | 14  | Fernando Alonso    | Alpine-Renault        | 57     | +59.457               | 3    | 15     |
| 4                  | 11  | Sergio Pérez       | Red Bull-Honda        | 57     | +1:02.306             | 11   | 12     |
| 5                  | 31  | Esteban Ocon       | Alpine-Renault        | 57     | +1:20.570             | 9    | 10     |
| 6                  | 18  | Lance Stroll       | Aston Martin-Mercedes | 57     | +1:21.274             | 12   | 8      |
| 7                  | 55  | Carlos Sainz jr.   | Ferrari               | 57     | +1:22.373             | 5    | 6      |
| 8                  | 16  | Charles Leclerc    | Ferrari               | 57     | +1:23.649             | 13   | 4      |
| 9                  | 4   | Lando Norris       | McLaren-Mercedes      | 56     | +1 ronde              | 4    | 2      |
| 10                 | 5   | Sebastian Vettel   | Aston Martin-Mercedes | 56     | +1 ronde              | 10   | 1      |
| 11                 | 10  | Pierre Gasly       | AlphaTauri-Honda      | 56     | +1 ronde              | 2    |        |
| 12                 | 3   | Daniel Ricciardo   | McLaren-Mercedes      | 56     | +1 ronde              | 14   |        |
| 13                 | 22  | Yuki Tsunoda       | AlphaTauri-Honda      | 56     | +1 ronde              | 8    |        |
| 14                 | 7   | Kimi Räikkönen     | Alfa Romeo-Ferrari    | 56     | +1 ronde              | 16   |        |
| 15                 | 99  | Antonio Giovinazzi | Alfa Romeo-Ferrari    | 56     | +1 ronde              | 18   |        |
| 16                 | 47  | Mick Schumacher    | Haas-Ferrari          | 56     | +1 ronde              | 19   |        |
| 17                 | 63  | George Russell     | Williams-Mercedes     | 55     | +2 rondes             | 15   |        |
| 18                 | 9   | Nikita Mazepin     | Haas-Ferrari          | 55     | +2 rondes             | 20   |        |
| DNF                | 6   | Nicholas Latifi    | Williams-Mercedes     | 50     | Klapband              | 17   |        |
| DNF                | 77  | Valtteri Bottas    | Mercedes              | 48     | Schade                | 6    |        |
| Bron: formula1.com |     |                    |                       |        |                       |      |        |

S Max Verstappen behaalde een extra punt voor het rijden van de snelste ronde.

## Tussenstanden wereldkampioenschap
Betreft tussenstanden voor het wereldkampioenschap na afloop van de race.

### Coureurs
| Pos. | Nr. | Coureur          | Constructeur     | Punten |
| ---- | --- | ---------------- | ---------------- | ------ |
| 1    | 33  | Max Verstappen   | Red Bull-Honda   | 351½   |
| 2    | 44  | Lewis Hamilton   | Mercedes         | 343½   |
| 3    | 77  | Valtteri Bottas  | Mercedes         | 203    |
| 4    | 11  | Sergio Pérez     | Red Bull-Honda   | 190    |
| 5    | 4   | Lando Norris     | McLaren-Mercedes | 153    |
| 6    | 16  | Charles Leclerc  | Ferrari          | 152    |
| 7    | 55  | Carlos Sainz jr. | Ferrari          | 145½   |
| 8    | 3   | Daniel Ricciardo | McLaren-Mercedes | 105    |
| 9    | 10  | Pierre Gasly     | AlphaTauri-Honda | 92     |
| 10   | 14  | Fernando Alonso  | Alpine-Renault   | 77     |

### Constructeurs
| Pos. | Constructeur          | Punten |
| ---- | --------------------- | ------ |
| 1    | Mercedes              | 546½   |
| 2    | Red Bull-Honda        | 541½   |
| 3    | Ferrari               | 297½   |
| 4    | McLaren-Mercedes      | 258    |
| 5    | Alpine-Renault        | 137    |
| 6    | AlphaTauri-Honda      | 112    |
| 7    | Aston Martin-Mercedes | 77     |
| 8    | Williams-Mercedes     | 23     |
| 9    | Alfa Romeo-Ferrari    | 11     |
| 10   | Haas-Ferrari          | 0      |